# سیمپرس
سیمپرس (انگلیسی: Cimpress) شرکت کالای ایرلندی است، که در سال ۱۹۹۵ تأسیس شد.